# Gâscă de zăpadă
Gâsca de zăpadă (Anser caerulescens) este o specie de gâscă originară din America de Nord. Există atât exemplare albe, cât și exemplare închise la culoare. Numele său derivă de la penajul tipic alb. Specia a fost anterior plasată în genul Chen, dar în prezent este inclusă în mod obișnuit în genul Anser al „gâștei gri”.

## Taxonomie
În 1750, naturalistul englez George Edwards a inclus o ilustrație și o descriere a gâștei de zăpadă în al treilea volum al lucrării sale A Natural History of Uncommon Birds. El a folosit denumirea engleză "The blue-winged goose". Edwards și-a bazat gravura colorată manual pe un specimen conservat care fusese adus la Londra din zona Hudson Bay din Canada. În 1758, când naturalistul suedez Carl Linnaeus și-a actualizat Systema Naturae pentru a zecea ediție, el a plasat gâsca de zăpadă alături de rațe și gâște în genul Anas. Linnaeus a inclus o scurtă descriere, a inventat numele binomial Anas caerulescens și a citat lucrarea lui Edwards. În prezent gâsca de zăpadă face parte din genul Anser, introdus de zoologul francez Mathurin Jacques Brisson în 1760. Denumirea științifică provine din latinescul anser, „gâscă” și caerulescens, „albăstrui”, derivat din caeruleus, „albastru închis”. Gâsca de zăpadă este specia soră a gâștei lui Ross (Anser rossii).
Sunt recunoscute două subspecii:
- A. c. caerulescens (Linnaeus, 1758) – gâscă mică de zăpadă – se reproduce în nord-estul Siberiei, nordul Alaskăi și nord-vestul Canadei, iernează în sudul SUA, nordul Mexicului și Japonia
- A. c. atlanticus (Kennard, 1927) – gâscă mare de zăpadă – se reproduce în nord-estul Canadei și nord-vestul Groenlandei, iernează în nord-estul SUA

## Galerie

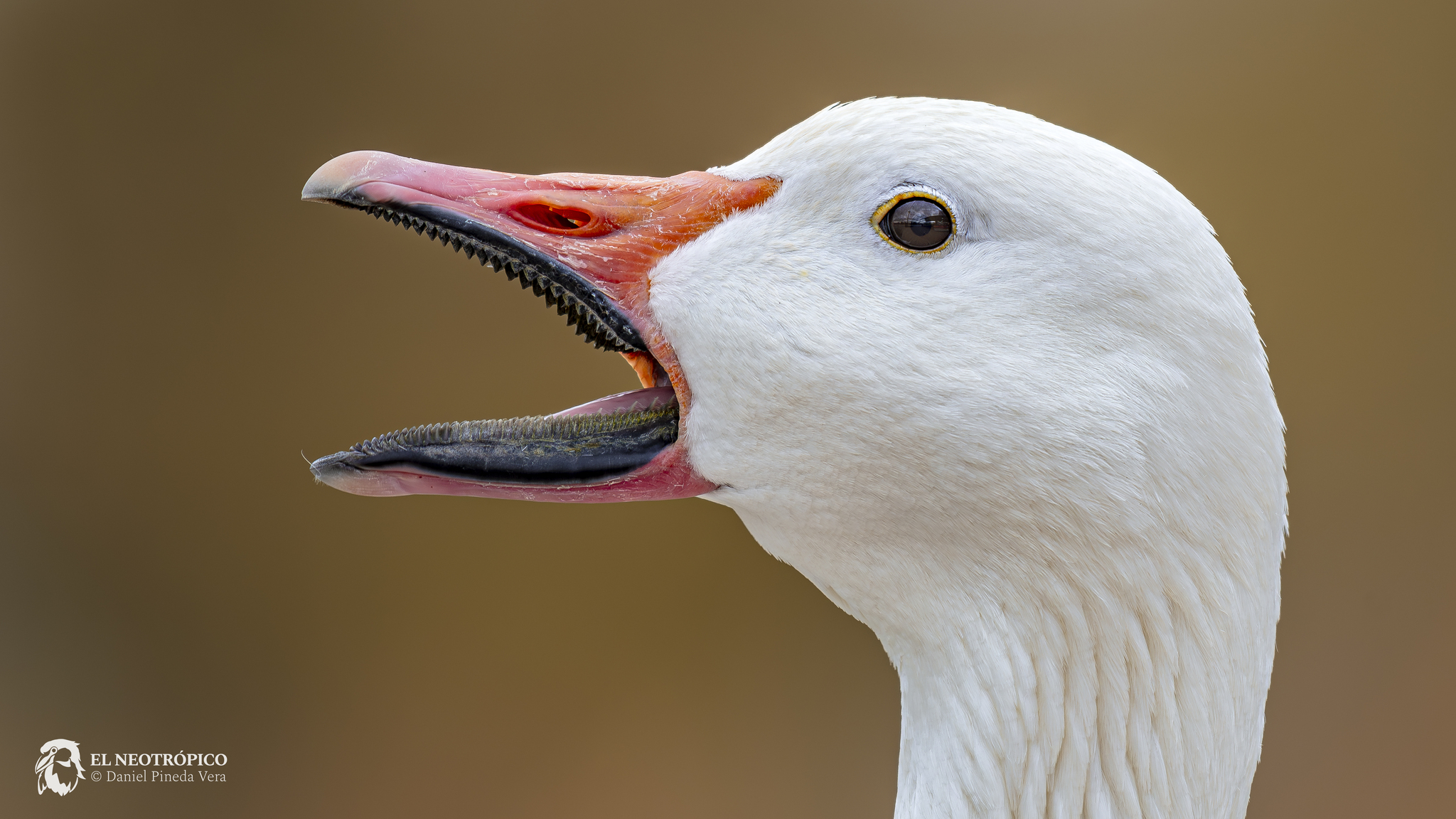
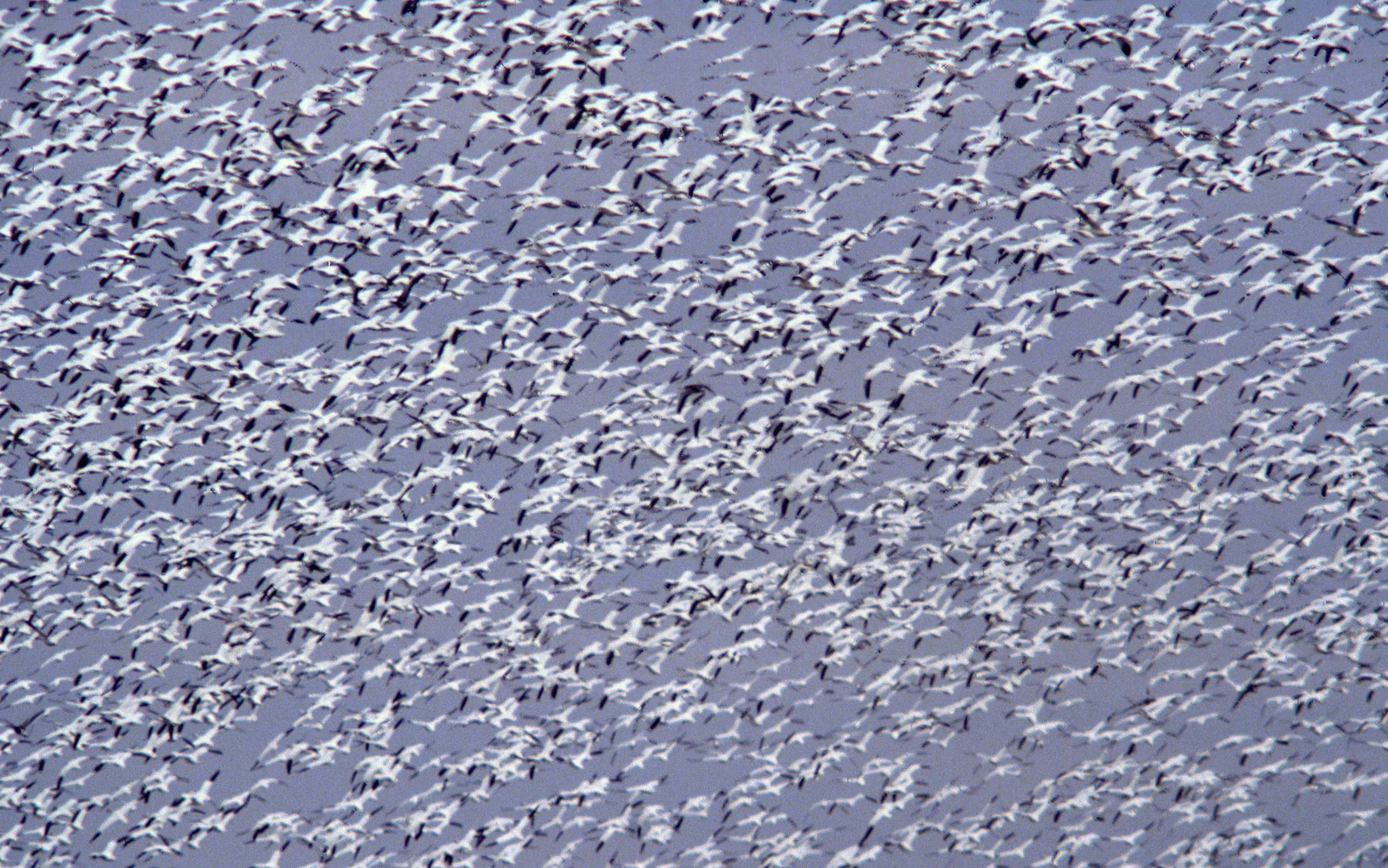
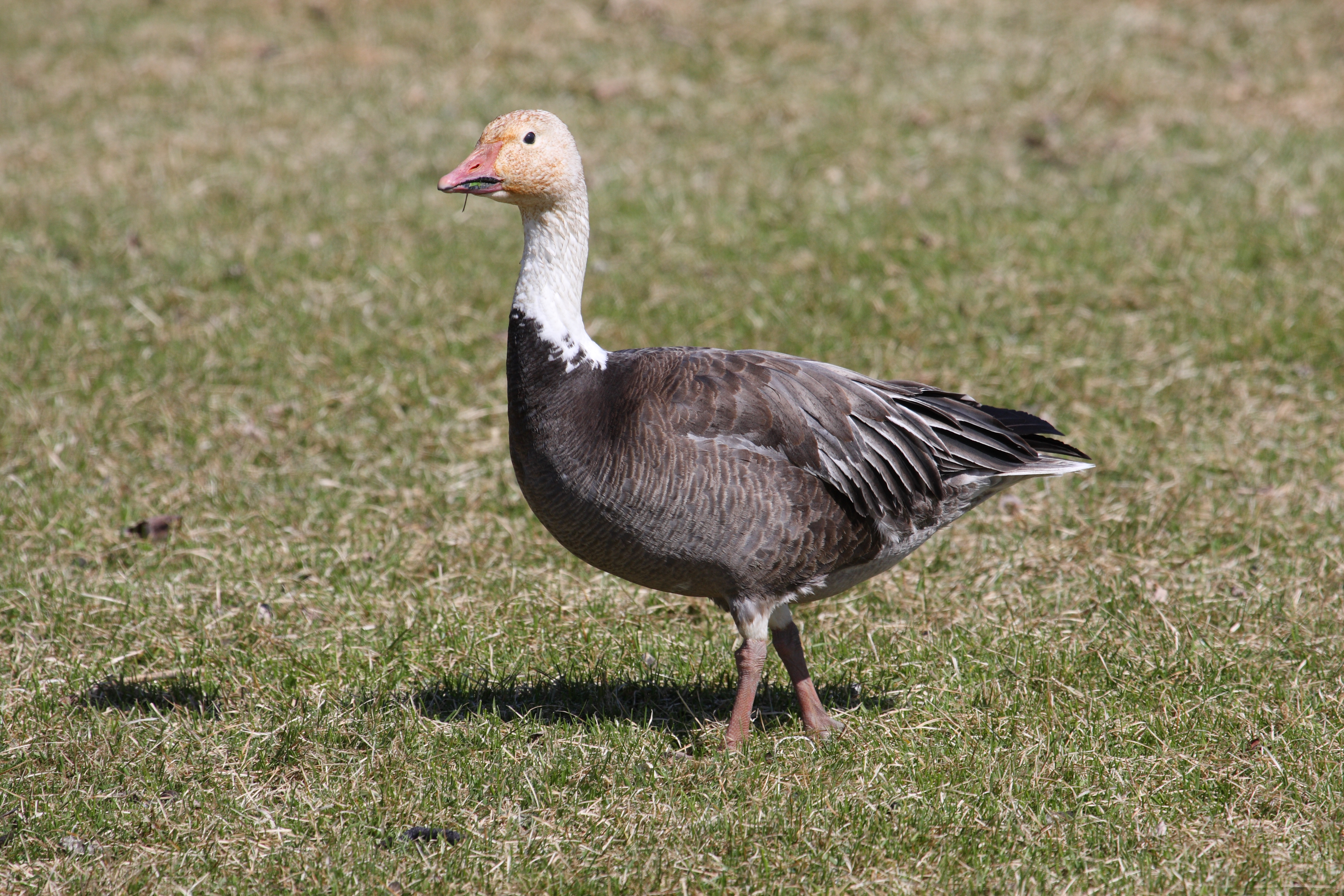